# Arctosa bakva
Arctosa bakva Roewer, 1960 è un ragno appartenente alla famiglia Lycosidae.

## Etimologia
Il nome proprio della specie deriva dalla località afgana di rinvenimento degli esemplari: Soltan-e Bakva, reperiti sotto alcune pietre il 25 aprile 1958.

## Caratteristiche
L'epigino di questa specie è molto simile a quello di A. amylaceoides, rinvenuta nello Szechuan, in Cina; ne differisce per la colorazione e per i processi spinali delle zampe.
Le femmine hanno il bodylenght (prosoma + opistosoma) di 7 millimetri (3 + 4).
I maschi hanno il bodylenght (prosoma + opistosoma) di 5,5 millimetri (2,5 + 3).

## Distribuzione
La specie è stata reperita nell'Afghanistan occidentale: in località Siah Ab a nord di Soltan-e Bakva.

## Tassonomia
Al 2016 non sono note sottospecie e dal 1960 non sono stati esaminati nuovi esemplari.